# Liste der Bodendenkmale in Naundorf (Sachsen)
In der Liste der Bodendenkmale in Naundorf sind die Bodendenkmale der Gemeinde Naundorf und ihrer Ortsteile nach dem Stand der Auflistung von Klaus Kroitzsch und Harald Quietzsch aus dem Jahr 1984 aufgelistet. Eventuelle Änderungen und Ergänzungen, insbesondere aus der Zeit nach der Wende, sind nicht berücksichtigt, da für Sachsen aktuell keine neueren allgemein zugänglichen Bodendenkmallisten vorliegen. Die Baudenkmale sind in der Liste der Kulturdenkmale in Naundorf (Sachsen) aufgeführt.
| Denkmal-ID | Fundart            | Ortsteil    | Bezeichnung           | Zeitstellung | Lage                                                                                                   | Bemerkungen | Bild |
| ---------- | ------------------ | ----------- | --------------------- | ------------ | --- | --- | ---- |
| ?          | Befestigung > Burg | Hof         | Wehranlage „Burgberg“ | Slawenzeit   | östlich des Orts, zwischen Straße und Jahnaniederung, auf dem Gebiet der Gemarkungen Hof und Stauchitz | verebneter Ringwall in Niederungslage, Schutz seit 25. Februar 1936, erneuert 1. Februar 1959                                                                      |      |
| ?          | Befestigung > Burg | Hof         | Wasserburg            | Mittelalter  | südliche Ortslage, westlicher Gutsbereich                                                              | Durch Herrenhaus und Nebengebäude überbaut und verändert, Bühl erweitert, wasserführender Graben im Norden, Westen und Süden erhalten, Schutz seit 1. Februar 1959 |      |
| ?          | Befestigung > Burg | Hohenwussen | Wallanlage „Schanze“  | Mittelalter? | nördlich des Orts, Kirchberg                                                                           | quadratische Anlage mit gerundeten Ecken, Schutz seit 29. August 1935, erneuert 1. Februar 1959                                                                    |      |
| ?          | Befestigung > Burg | Stennschütz | Wasserburg            | Mittelalter  | östlicher Ortsteil, Gutsbereich                                                                        | befestigter Hof, umlaufender Hof nur noch im Ostteil der Nordseite erhalten, Schutz seit 3. Oktober 1973                                                           |      |